# Свежий кавалер
«Свежий кавалер», или «Утро чиновника, получившего первый крестик», или «Последствия пирушки» — картина русского художника Павла Федотова (1815—1852), датированная 1846 годом. Хранится в Государственной Третьяковской галерее.

## История
До 1845 года в Российской империи награждение чиновника любым орденом давало потомственное дворянство, а значит, намного повышало социальный статус и было для многих предметом вожделения. Чтобы ограничить расширение высшего сословия, правительство с июля 1845 года даже прекратило награждение низшими степенями ордена Св. Станислава.
Первой работой Федотова на сюжет о бедном чиновнике, хвастающемся перед кухаркой своим первым орденом, был рисунок сепией, созданный ещё в 1844 г. в серии критических бытовых сцен. Рисунки увидел И. А. Крылов, который в письме к Федотову посоветовал ему развиваться дальше в этом направлении. Тогда начинающий художник решил превратить зарисовку об утре чиновника в свою первую полноценную сюжетную картину со сложной композицией. Работа шла тяжело. «Это мой первый птенчик, которого я „нянчил“ разными поправками около девяти месяцев», — записал Федотов в дневнике. Готовую картину вместе со своей второй работой («Разборчивой невестой», написанной в конце 1847 г.) он представил в мае 1848 г. на суд Академии художеств, где они получили официальное одобрение, а также высокую оценку Карла Брюллова. В следующем году обе картины были представлены публике на годичной выставке Академии и произвели настоящую сенсацию как в академической среде, так и среди столичной публики. 

Следующая выставка, организованная в апреле 1850 года Московским училищем живописи и ваяния, вместе со славой принесла внимание цензуры, особенно суровой после событий 1848 года: было запрещено снятие литографий со «Свежего кавалера» из-за непочтительного изображения ордена, а убрать орден с картины без разрушения её сюжета было невозможно. В письме цензору М. Н. Мусину-Пушкину Федотов писал: 
…там, где постоянно скудость и лишения, там выражение радости награды дойдет до ребячества носиться с нею день и ночь. […] звезды носят на халатах, и это только знак, что дорожат ими
 Однако в просьбе разрешить распространение картины «в настоящем виде» было отказано. Это стало одной из причин впадания Федотова в нужду.
В 1850 году картина экспонировалась в Москве, в галерее графа Ростопчина и в залах МУЖВ. После этого Федотов, обременённый долгами и необходимостью помогать семье, был вынужден продать её коллекционеру тайному советнику Ф. И. Прянишникову, который первоначально предлагал тысячу рублей, но теперь снизил цену до пятисот. В 1867 году, со смертью Прянишникова, «Свежий кавалер» был передан в Румянцевский музей, а в 1925 — в Третьяковскую галерею.

## Описание
Авторское описание картины выглядит так:
Утро после пирования по случаю полученного ордена. Новый кавалер не вытерпел: чем свет нацепил на халат свою обнову и горделиво напоминает свою значительность кухарке, но она насмешливо показывает ему единственные, но и то стоптанные и продырявленные сапоги, которые она несла чистить.
На полу валяются объедки и осколки вчерашнего пира, а под столом заднего плана виден пробуждающийся, вероятно, оставшийся на поле битвы, тоже кавалер, но из таких, которые пристают с паспортами к проходящим. Талия кухарки не дает право хозяину иметь гостей лучшего тона.
Где завелась дурная связь, там и в великий праздник грязь.
Бедный чиновник, получив младшую из наград Российской империи — орден св. Станислава 3-й степени, — вечером устроил у себя в комнате пирушку. Его сожительство с кухаркой и её беременность ограничивают доступное ему общество низшими слоями населения: его уснувший под столом гость, который сокрыт в тени и едва заметен, — «тоже кавалер», отставной солдат с двумя Георгиевскими крестиками на груди. Приняв гордую позу, откинув голову и выпятив нижнюю губу, чиновник указывает кухарке на свой орден; кухарка улыбается и, в одной руке неся мельницу с кофе, другой показывает его прохудившиеся сапоги.
Тесная комнатка заставлена разномастной мебелью. На укрытом скатертью столике стоят в беспорядке бутылки, тарелки, на газете «Ведомости Санкт-Петербургской городской полиции» лежит кусок колбасы. Рядом зеркальце, бритвенные принадлежности и щипцы для завивки волос. Под столиком спит собака, а на стуле напротив потягивается, царапая обивку, беспородная кошка; к потолку подвешена птичья клетка. К стулу прислонена гитара с порванными струнами, на спинке этого стула висит мундирный фрак (самый простой и дешёвый из видов форменной одежды) со значком «За 15 лет беспорочной службы». Под стулом лежит раскрытый томик Ф. Булгарина (предположение, что это роман «Иван Выжигин», «первый русский бестселлер», ставится под сомнение). На задней стене виднеются картины в рамах и кинжал кавказского типа. Насыщенность деталями, как обычно у Федотова, превращает картину в «живописный текст», который следует внимательно читать, разгадывая таким образом смысл происходящего.

## Восприятие и критика

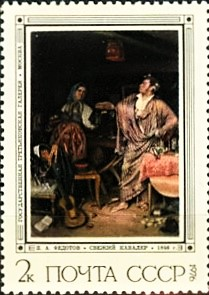
Почтовая марка СССР № 4592, 1976 г.

С самой середины XIX века сложилась традиция воспринимать картину как социально-критическую, обличающую пороки общества, воплощённые в главном герое. Так, известный русский критик В. В. Стасов в 1882 году писал об изображённом чиновнике: «Перед нами понаторелая, одеревенелая натура, продажный взяточник, бездушный раб своего начальника, ни о чем более не мыслящий, кроме того, что даст ему денег и крестик в петлицу. Он свиреп и безжалостен, он утопит кого и что хотите — и ни одна складочка на его лице из риноцеросовой шкуры не дрогнет».
Ленинградский искусствовед Э. Д. Кузнецов, указывая, что автор не только изобразил бедную обстановку, но и сам характеризовал своего героя как честного труженика, всё же считает его стремящимся самоутвердиться за счёт прислуги. В то же время В. А. Солоухин замечает, что поведение чиновника вкупе с гитарой и следами попойки «говорит скорее о его весёлом, общительном нраве», а реакция кухарки — о том, что между ними «скорее панибратство и фамильярность, нежели острая идейная борьба». В. Б. Шкловский в своей беллетризованной биографии Федотова отметил, что герой картины — «человек красивый и способный к развитию; не он сам, а действия его смешны». Художник и критик Александр Бенуа хотя и писал, что в картинах Федотова «есть насмешка над очень мерзким и порицание очень позорного», одновременно отмечал, что тот глубоко сочувствует своим героям, делит их интересы и их сетования.
Отмечалась также пародийность картины по отношению к традициям академической живописи: герой, бедный чиновник, стоит посреди своей жалкой обстановки и беспорядка в позе античного героя, запахнув поношенный халат наподобие тоги и с папильотками в волосах вместо лаврового венка. По выражению Э. Д. Кузнецова, «в его [Федотова] первой картине русская живопись, смеясь, расставалась с академизмом».